# Bölessjön (Brunflo socken, Jämtland)
Bölessjön är en sjö i Östersunds kommun i Jämtland och ingår i Ljungans huvudavrinningsområde. Sjön har en area på 0,516 kvadratkilometer och ligger 326,1 meter över havet. Sjön avvattnas av vattendraget Hållborgsån (Hållstaån).

## Delavrinningsområde
Bölessjön ingår i det delavrinningsområde (699128-145668) som SMHI kallar för Utloppet av Bölessjön. Medelhöjden är 352 meter över havet och ytan är 4,76 kvadratkilometer. Räknas de 7 avrinningsområdena uppströms in blir den ackumulerade arean 82,92 kvadratkilometer. Hållborgsån (Hållstaån) som avvattnar avrinningsområdet har biflödesordning 3, vilket innebär att vattnet flödar genom totalt 3 vattendrag innan det når havet efter 234 kilometer. Avrinningsområdet består mestadels av skog (77 procent). Avrinningsområdet har 0,54 kvadratkilometer vattenytor vilket ger det en sjöprocent på 11,3 procent.